# Râul Drăculești
Râul Drăculești este un afluent al râului Valea Lungă Mare. 

## Hărți
- Harta județului Cluj